# EPLP-2
『EPLP-2』（イーピーエルピーツー）は、1984年7月21日にNEWSレコードより発売されたRCサクセションのコンピレーション・アルバム。

## 解説
RCサクセションの1982年・1983年にロンドンレコードから発表された4枚のシングル両面に、ライヴ・アルバムから1曲、非売品シングルから1曲を加えた全10曲。このLPに、パンティーが封入されており、当時のLP帯には「パンティーをはいたレコード」と表記されていた。

以下の5曲は、当初このアルバムとシングル盤にしか収録されておらず
2020年「COMPLETE EPLP」が発売されるまでの40年近く、ファンは待たされ続けた。
(ただし10. は2023年11月現在も未だ、このアルバムと非売品シングルにのみ収録)
1. Oh! Baby（シングル・バージョン）
2. 窓の外は雪
3. ダンスパーティー
4. おはようダーリン
5. ベイビー!逃げるんだ。（ダブ・バージョン）

## 発売の経緯
ロンドンレコード（日本法人、現：ユニバーサルミュージックLLC）の倒産・清算に伴い、本作と『MIX&MIXER』が出されたが、RC本人たちの了解がなく発売。発売に関し当人に事前許可が取られていなかったこと、RC本人たちが嫌悪していたNEWSレコードから発売されたことに対しメンバーは激怒、所属事務所とその社長を公然と批判し一時訴訟沙汰となる。

## 収録曲
全作詞・作曲：忌野清志郎（特記以外）、全編曲：RCサクセション
1. SUMMER TOUR
（作詞・作曲：忌野清志郎・仲井戸麗市）
2. つ・き・あ・い・た・い
3. Oh! Baby
4. ベイビー!逃げるんだ。
（作詞・作曲：忌野清志郎・仲井戸麗市）
5. 雨あがりの夜空に（ライヴ）
（作詞・作曲：忌野清志郎・仲井戸麗市）
アルバム『THE KING OF LIVE』収録のライブ･テイク。
6. ノイローゼ・ダンシング （CHABOは不眠症）
（作詞・作曲：忌野清志郎・仲井戸麗市）
7. 窓の外は雪
8. ダンスパーティー
9. おはようダーリン
10. ベイビー!逃げるんだ。（ダブ・バージョン）
（作詞・作曲：忌野清志郎・仲井戸麗市）
三菱ミラージュの非売品シングル『ベイビー!逃げるんだ。』にカップリングされたダブ･ミックス・バージョン。

## リリース
| No. | 日付           | 規格 | 品番     | 備考                                       |
| --- | -------------- | ---- | -------- | ------------------------------------------ |
| 1   | 1984年7月21日  | LP   | S28S0002 |                                            |
| 2   | 1984年7月21日  | CT   | 28SS0002 |                                            |
| 3   | 1984年12月21日 | CD   | S35S5003 | 出荷数は希少でコレクターズアイテムとなった |